# Neri Maria Corsini
Neri Maria Corsini (ur. 19 maja 1685, zm. 6 grudnia 1770) – włoski kardynał. Bratanek papieża Klemensa XII.

## Życiorys
Początkowo działał w służbie dyplomatycznej Wielkiego Księstwa Toskanii, jednak kiedy jego stryj kardynał Lorenzo Corsini został papieżem Klemensem XII (1730), wezwał go do Rzymu i mianował kardynałem diakonem (1730), a następnie prefektem Trybunału Sygnatury Apostolskiej (1733). W 1733 otrzymał święcenia kapłańskie. Odgrywał dużą rolę w polityce papiestwa za pontyfikatu swojego wuja. Pełnił też funkcję protektora Portugalii wobec Stolicy Apostolskiej. Jako archiprezbiter bazyliki laterańskiej uczestniczył w obchodach roku jubileuszowego 1750. Sekretarz Rzymskiej Inkwizycji od lutego 1753. Przebudował pałac rodowy Corsinich. Zmarł w Rzymie w wieku 85 lat.